# Maxime Faget
Maxime "Max" A. Faget (pronunciado "fagê") (Stann Creek, 26 de agosto de 1921 — Houston, 9 de outubro de 2004) foi um engenheiro estadunidense.